# Teleas quinquespinosus
Teleas quinquespinosus är en stekelart som beskrevs av Szabó 1956. Teleas quinquespinosus ingår i släktet Teleas, och familjen gallmyggesteklar. Arten är reproducerande i Sverige.